# Nasi Forati
I Nasi Forati (anche noti con il nome francese Nez Percés o con il nome Nimiipu) sono una tribù nativa americana che abitava sull'Altopiano del Columbia, nella zona centrale dell'odierno stato federale dell'Idaho e in una parte degli stati di Washington e Oregon, negli Stati Uniti d'America. Vivevano principalmente di caccia e di pesca e si dedicavano all'allevamento dei cavalli.

## Storia
William Clark fu il primo anglo-americano a incontrare i Nasi Forati. Durante la colonizzazione delle loro terre, i Nasi Forati mantennero inizialmente buoni rapporti coi colonizzatori, ma, non appena il governo statunitense volle ulteriormente allontanarli dalle terre loro rimaste per venderle ai cercatori d'oro, i rapporti si guastarono. Quella dei Nasi Forati era una tribù pacifica, ma ciononostante l'esercito statunitense intervenne provocando la fuga dei nativi verso il Canada, ma gran parte di essi vennero catturati e deportati in Oklahoma. Gli Waiilatpuan (Nasi Forati, Palouse, Walla Walla e Cayuse) si rivoltarono in tre occasioni (1849, 1855, 1877), ma non agirono mai simultaneamente ed incontrarono anzi l'opposizione interna di molti capi cristianizzati che frequentemente si schierarono, anche militarmente, coi bianchi.
La nazione dei Nasi Forati attualmente abita e governa una riserva nell'Idaho.

## Capi
Famosi capi furono:
- Quillquills Tuckapesten: capo supremo dei Nasi Forati ai tempi dell'arrivo di Meriwether Lewis e William Clark. Intrattenne buoni rapporti con gli Statunitensi.
- Giuseppe il Vecchio: nato nel 1800 e morto nel 1871 si convertì al cristianesimo nel 1838. Concluse con gli Stati Uniti un trattato che istituiva una riserva in Oregon e Idaho per le tribù dei Nasi Forati, Cayuse, Walla Walla e Umatilla. In seguito però, sotto la spinta dei cercatori d'oro (1860), il governo aveva deciso di confinare ulteriormente i nativi in una molto più angusta riserva dell'Idaho. Giuseppe il Vecchio rifiutò di addivenire a un secondo trattato (1863).
- Inauzakamma ("Ellis"): uno dei primi Waiilatpuan inviati alla scuola missionaria di Fort Garry nel 1830, rientrò fra la sua gente nel 1831. Divenne capo della banda Kamiah con l'appoggio dei bianchi. Morì nel 1848 durante un viaggio oltre le Montagne Rocciose con la fama di ottimo amico dei bianchi.
- Timoteo: convertitosi al cristianesimo nel 1835 e trasferitosi a Lapwai nel 1839, si schierò contro i Cayuse rivoltosi e convinse anche il capo supremo dei Cayuse, Tauwtaway, a combattere Tilukaikt e i Cayuse di Lapwai. Nel 1855 si schierò ancora a fianco dei bianchi contro i Cayuse, Palouse e Walla Walla coalizzati sotto la guida di Peupeu Moxmox. Sottoscrisse i trattati che nel 1863 e nel 1868 sancirono, in cambio di denaro e merci mai consegnate, la cessione agli statunitensi delle ultime terre della sua gente.
- "Lawyer": era un capo collaborazionista, così soprannominato per la dialettica volta soprattutto a favorire gli interessi dei bianchi. Rivaleggiò nel 1842 con Inauzakamma per diventare capo della banda Kamiah, ma solo alla morte del rivale avvenuta nel 1848 riuscì ad ottenere il ruolo ambito divenendo inoltre capo supremo dei Nasi Forati al posto del capo della banda Alpowai "Old" Allalimya Takanin. Sostenne i bianchi aiutandoli ad imporre agli Waiilatpuan diversi trattati a favore degli statunitensi.
- Tippealahanokaupoo ("Eagle-from-the-Light", Aquila-proveniente-dalla-Luce): capo della banda Salmon Creek, fu uno tra i pochi a rifiutare commistioni coi missionari, sottoscrivendo, seppure di malavoglia, il trattato imposto da Isaac I. Stevens nel 1855.
- Toohoolhoolzote ("Sound", Suono): capo della banda Pikunanmu ed esponente della fazione tradizionalista dei Nasi Forati, rifiutò, con Tuekekas e altri, di sottoscrivere il trattato del 1863 e divenne seguace del "profeta" Smohalla. Nel 1877 unì le forze a Hinmahtooyahlatkekht, figlio e successore di Tuekekas, e cadde combattendo a Bear Paw.
- Looking Glass: nacque nel 1832 circa e cadde nel 1877 nella battaglia di Bear Paw che pose fine alla guerra dei Nasi Forati.
- Capo Giuseppe: nacque nel 1840 circa e morì nel 1904. Alla morte del padre Hinmahtooyahlatkekht diventò capo dei Nasi Forati e si oppose anch'egli al governo degli Stati Uniti, finendo per affrontare una guerra non voluta e persa dopo una strenua difesa opposta dai guerrieri e del loro capo e un'interminabile marcia invernale attraverso le Bitterroot Mountains compiuta guidando il popolo dei non combattenti e fallita in vista del confine canadese.
- White Bird: capo della banda Lamtama, fu tra coloro che rifiutarono di sottoscrivere il trattato del 1863 e, nel 1877, tra i capi "intransigenti" convocato a Lapwai dal generale Oliver O. Howard e poi condotti alla riserva sotto scorta militare. Si unì quindi ai resistenti e guerrieri della sua banda inseguirono e uccisero alcuni bianchi che avevano rubato la mandria dei Nasi Forati durante il guado del fiume Snake. Quest'azione costituì il casus belli, avviando gli eventi della "grande marcia" verso il Canada. Comandò, insieme al Palouse Hahatalekin, i guerrieri che arrestarono l'attacco delle truppe di John Gibbon a Big Hole e delle truppe di Nelson Miles a Bear Paw e riuscì a condurre in salvo una piccola banda nell'Alberta. Fu ucciso nel 1882 da un altro Naso Forato.
- Ollokot ("Frog", Rana): fratello minore di Hinmahtooyahlatkekht e capo di guerra, nel 1877, tra i capi "intransigenti" convocato a Lapwai dal gen. Oliver O. Howard e poi condotti alla riserva sotto scorta militare; fu a capo dei guerrieri che sconfissero le truppe di David Perry a White Bird Canyon e guidò il contrattacco, bloccato dal sopraggiungere delle truppe di Howard, a Big Hole. Fu ucciso a Bear Paw.

## Lingua
La Lingua nasi forati o Nuumiipuutimt appartiene alla famiglia linguistica delle Lingue penuti del plateau, ramo Sahaptin, dialetti Waiilatpuan.

## Etimologia
La denominazione Nasi Forati fu attribuita alla tribù nonostante non vi fosse l'abitudine di portare oggetti o anelli al naso. Una delle possibili spiegazioni di questo nome attribuito alla tribù è che i primi esploratori confusero membri di altre tribù con gli attuali Nasi Forati. Altra possibile ipotesi è che un membro della tribù, rimasto per molto tempo lontano da casa per commerciare, abbia acquisito da altre popolazioni questa usanza e, tornato a casa, fu avvistato dagli esploratori bianchi, che pensarono erroneamente che tale costume fosse comune tra il suo popolo.